# Alp Tigin
Alp Tigin (in turco آلْپْ تَگین (principe eroico); Governatorato di Balkh, ... – Ghazni, settembre 963) è stato un generale ed emiro turco. fondò un principato autonomo a Ghazna.

## Biografia
Appartenente a una delle tante tribù nomadi di etnia turca delle steppe dell'Asia centrale, Alp Tigin (o Alptigīn, o Alp Tagīn) venne catturato e condotto come schiavo nella capitale samanide di Bukhara, dove fu introdotto a corte.

Al servizio di Nūḥ I, emiro samanide (943 - 954) divenne il capo della guardia del sovrano samanide (ḥājib al-ḥujjāb). Durante il regno del figlio e successore di Nūḥ, ʿAbd al-Malik I fu nominato emiro di Balkh, e a partire dal 961, Alp Tigin fu nominato comandante in capo (Ispahsalar) dell'esercito samanide della regione del Khorasan.
Il 10 febbraio 961 Alp-Tegin giunse a Nishapur con il suo vizir Abū ʿAbd Allāh Muḥammad ibn al-Shiblī. Ebbe successivamente un ruolo fondamentale nell'elezione a vizir di Muḥammad Balʿamī con il quale strinse una forte alleanza. Pochi mesi dopo, nel novembre 961, morì ʿAbd al-Malik I, e Alp-Tegin e Balʿamī si adoperarono per far eleggere suo figlio Naṣr come nuovo sovrano, con lo scopo di governare in suo nome. Tuttavia, altri personaggi eminenti della dinastia samanide favorivano il fratello di ʿAbd al-Malik I, Manṣūr I come erede al trono ed ebbero la meglio sui progetti di Alp-Tegin e Balʿamī. A causa di questo evento, Balʿamī cambiò fronte e si schierò dalla parte di al-Manṣūr I, il quale esautorò Alp-Tegin come governatore del Khorasan.

In risposta alla sua deposizione, Alp-Tegin radunò il suo esercito di soldati turchi e di combattenti Ghazi e li condusse a Balkh, dove nell'aprile del 962 sconfisse l'esercito inviato contro di lui da al-Manṣūr I.
Dopo la vittoria, partì verso Ghazna, nella regione storica dello Zabulistan, governata dalla dinastia vassalla dei Ghaznavidi, il cui sovrano Abu Bakr Lawik proveniva dal regno dei Kabul Shahi, dopo la conquista di Ghazna venne riconosciuto dalla dinastia samanide come suo governatore.
Pochi mesi dopo, nel settembre del 963, Alp Tigin morì e gli succedette in qualità di governatore di Ghazna Abū Isḥāq Ibrāhīm di Ghazna. Sabuktigin, uno schiavo condotto dallo stesso Alp-Tegin a Ghazna, sarebbe stato nominato governatore dall'elemento turco nel 977, dando vita alla dinastia ghaznavide, che avrebbe conquistato la Transoxiana, il Khorasan e parti dell'India settentrionale.